# Staryj Sambir
Staryj Sambir (ukrainisch Старий Самбір; russisch Старый Самбор/Stary Sambor, polnisch Stary Sambor – bis 1899 Staremiasto oder Stare Miasto) ist eine in der Westukraine liegende Stadt etwa 84 Kilometer südwestlich der Oblasthauptstadt Lemberg am Fluss Dnister gelegen.

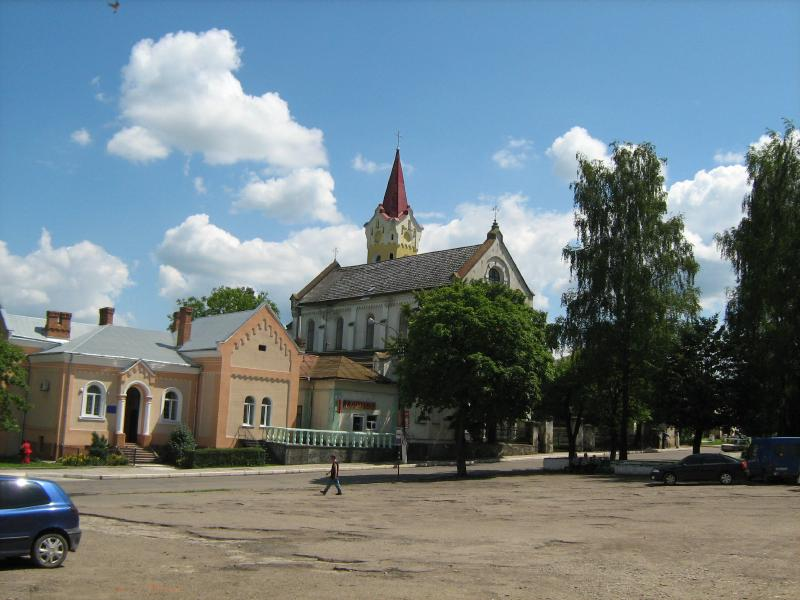
Blick auf den Hauptplatz im Ort

Die Grenze zu Polen befindet sich in etwa 20 Kilometer in südwestlicher Richtung entfernt, der Ort selbst liegt am Fuße der ukrainischen Waldkarpaten.
Der Ort wurde 1199 zum ersten Mal schriftlich erwähnt, nach dem Mongoleneinfall 1241 verließen viele Bewohner die verwüstete Siedlung und gründeten Sambor an anderer Stelle wieder, die alte Siedlung wurde folglich in Alt-Sambor (Staryj Sambir) umbenannt. 1553 erhielt der Ort das Stadtrecht, die Stadt entwickelte sich als Handwerks- und Handelsstadt und lag bis 1918 im österreichischen Galizien, wo sie von 1850 an Sitz der Bezirkshauptmannschaft Stary Sambor war. 1837 wurde er von einem schweren Erdbeben heimgesucht, am 19. November 1904 wurde ein Bahnhof an der Eisenbahnlinie von Lemberg nach Budapest (Bahnstrecke Lwiw–Sambir–Tschop) eröffnet, der die wirtschaftliche Entwicklung begünstigte. 1867 wurde der Ort Sitz eines Bezirksgerichtes, zusammen mit der Bezirkshauptmannschaft bestand dieses bis 1918. Nach dem Ende des Ersten Weltkrieges kam der Ort zu Polen und lag hier ab 1921 in der Woiwodschaft Lwów. Im Zweiten Weltkrieg wurde er kurzzeitig von der Sowjetunion und dann bis 1944 von Deutschland besetzt.
Nach dem Ende des Krieges wurde die Stadt dann der Sowjetunion zugeschlagen, seit 1991 ist sie ein Teil der heutigen Ukraine. 1940 wurde der Ort zum Zentrum des gleichnamigen Rajons Staryj Sambir, seit Sommer 2020 ist der Ort nach Auflösung des Rajons nur noch eine einfache Stadt innerhalb des Rajons Sambir.
In den 1890er Jahren wurden die beiden bis dahin selbstständigen Dörfer Posada Dolna/Posada Niżna (ukrainisch Посада Долішня/Possada Dolischnja) und Posada Górna/Posada Wyżna (ukrainisch Посада Горішня/Possada Horischnja) eingemeindet, in den 1930er Jahren wurde das bis dahin selbstständige Dorf Smolnica (ukrainisch Smilnyzja/Смільниця) eingemeindet, es befand sich nördlich der Innenstadt und ist heute noch ein als Stadtteil zu erkennen.
Am 12. Juni 2020 wurde die Stadt zum Zentrum der neu gegründeten Stadtgemeinde Staryj Sambir (Старосамбірська міська громада/Starosambirska miska hromada) zu dieser zählen auch noch die Siedlung städtischen Typs Stara Sil sowie die 24 in der untenstehenden Tabelle aufgelistetenen Dörfer, bis dahin war sie in der Stadtratsgemeinde Staryj Sambir organisiert.
Folgende Orte sind neben dem Hauptort Staryj Sambir Teil der Gemeinde:
| Name                     | Name          | Name                             | Name             |
| ukrainisch transkribiert | ukrainisch    | russisch                         | polnisch         |
| ------------------------ | ------------- | -------------------------------- | ---------------- |
| Batschyna                | Бачина        | Бачина (Batschina)               | Baczyna          |
| Bilytschi                | Біличі        | Беличи (Belitschi)               | Bilicz           |
| Koblo                    | Кобло         | Кобло                            | Kobło Stare      |
| Lawriw                   | Лаврів        | Лавров (Lawrow)                  | Ławrów           |
| Morosowytschi            | Морозовичі    | Морозовичи (Morosowitschi)       | Mrozowice        |
| Potik                    | Потік         | Поток (Potok)                    | Potok Wielki     |
| Rossochy                 | Росохи        | Росохи (Rossochi)                | Rosochy          |
| Sawadka                  | Завадка       | Завадка                          | Zawadka          |
| Sosan                    | Созань        | Созань                           | Sozań            |
| Sosniwka                 | Соснівка      | Сосновка (Sosnowka)              | Nanczułka Mała   |
| Spas                     | Спас          | Спас                             | Spas             |
| Stara Ropa               | Стара Ропа    | Старая Ропа (Staraja Ropa)       | Stara Ropa       |
| Stara Sil                | Стара Сіль    | Старая Соль (Staraja Sol)        | Stara Sól        |
| Straschewytschi          | Страшевичі    | Страшевичи (Straschewitschi)     | Straszewice      |
| Strilbytschi             | Стрільбичі    | Стрельбичи (Strelbitschi)        | Strzelbice       |
| Suschyzja                | Сушиця        | Сушица (Suschiza)                | Suszyca Rykowa   |
| Terschiw                 | Тершів        | Тершев (Terschew)                | Terszów          |
| Torhanowytschi           | Торгановичі   | Торгановичи (Torganowitschi)     | Torhanowice      |
| Tortschynowytschi        | Торчиновичі   | Торчиновичи (Tortschinowitschi)  | Torczynowice     |
| Twari                    | Тварі         | Твари                            | Twary            |
| Tycha                    | Тиха          | Тихая (Tichaja)                  | Tycha            |
| Welyka Linyna            | Велика Лінина | Великая Линина (Welikaja Linina) | Lenina Wielka    |
| Welykossillja            | Великосілля   | Великоселье (Welikoselje)        | Nanczułka Wielka |
| Woloschynowo             | Волошиново    | Волошиново (Woloschinowo)        | Wołoszynowa      |
| Wolja                    | Воля          | Воля                             | Wola Koblańska   |